# UFC on Fuel TV 4
UFC on Fuel TV 4: Munoz vs. Weidman（ユーエフシー・オン・フューエル・ティービー・フォー：ムニョス・バーサス・ウェイドマン）は、アメリカ合衆国の総合格闘技団体「UFC」の大会の一つ。2012年7月11日、カリフォルニア州サンノゼのHPパビリオンで開催された。

## 大会概要
本大会ではマーク・ムニョスとクリス・ウェイドマンによるミドル級ワンマッチが組まれた。
キャリア8戦無敗のJungle Fightミドル級王者マルセロ・ギマラエスがUFCデビュー。

### カード変更
負傷などによるカードの変更は以下の通り。
- ポール・テイラー → ハファエル・ドス・アンジョス（第6試合）

- ジョン・フィッチ → ケニー・ロバートソン（第9試合）

- ブランドン・ヴェラ → ジョーイ・ベルトラン（第10試合）

## 試合結果

### プレリミナリーカード
第1試合 バンタム級ワンマッチ　5分3R
○  ハファエル・アスンソン vs.  田村一聖 ×
2R 0:25 TKO（左フック→パウンド）
第2試合 ウェルター級ワンマッチ 5分3R
○  マルセロ・ギマラエス vs.  ダン・スティットジン ×
3R終了 判定2-1（29-28、28-29、29-28）
第3試合 ミドル級ワンマッチ 5分3R
○  アンドリュー・クレイグ vs.  ハファエル・ナタル ×
2R 4:52 KO（右ハイキック）
第4試合 フライ級ワンマッチ 5分3R
○  クリス・カリアソ vs.  ジョシュ・ファーガソン ×
3R終了 判定3-0（30-27、30-27、30-27）
第5試合 バンタム級ワンマッチ 5分3R
○  アレックス・カセレス vs.  ダマッシオ・ペイジ ×
2R 1:27 三角絞め

### メインカード
第6試合 ライト級ワンマッチ 5分3R
○  ハファエル・ドス・アンジョス vs.  アンソニー・ヌジョクアニ ×
3R終了 判定3-0（30-27、30-27、29-28）
第7試合 バンタム級ワンマッチ 5分3R
○  TJ・ディラショー vs.  ヴァウアン・リー ×
1R 2:33 ネッククランク
第8試合 ミドル級ワンマッチ 5分3R
○  フランシス・カーモント vs.  カーロス・ヴェモラ ×
2R 1:39 リアネイキドチョーク
第9試合 ウェルター級ワンマッチ 5分3R
○  アーロン・シンプソン vs.  ケニー・ロバートソン ×
3R終了 判定3-0（30-27、29-28、29-28）
第10試合 ライトヘビー級ワンマッチ 5分3R
○  ジェームス・テフナ vs.  ジョーイ・ベルトラン ×
3R終了 判定3-0（30-26、30-27、30-27）
第11試合 ミドル級ワンマッチ 5分5R
○  クリス・ウェイドマン vs.  マーク・ムニョス ×
2R 1:37 KO（肘打ち→パウンド）

### 各賞
ファイト・オブ・ザ・ナイト： ジェームス・テフナ vs. ジョーイ・ベルトラン
ノックアウト・オブ・ザ・ナイト： クリス・ウェイドマン
サブミッション・オブ・ザ・ナイト： アレックス・カセレス
各選手にはボーナスとして4万ドルが支給された。